# Toi Toi Cup 2023-2024
Navigation
2022-2023 2024-2025
La Toi Toi Cup 2023-2024 a lieu du 28 septembre 2023 à Kolín au 9 décembre 2023 à Veselí nad Lužnicí. Elle comprend sept manches qui font toutes partie du calendrier de la saison de cyclo-cross 2023-2024.

## Barème
Les 50 premiers de chaque course marquent des points pour le classement général suivant leur position : 50 points au 1er, 49 au 2e, 48 au 3e jusqu'à 1 point pour le 50e.

## Calendrier
| # | Date         | Course             |
| - | ------------ | ------------------ |
| 1 | 28 septembre | Kolín              |
| 2 | 7 octobre    | Mladá Boleslav     |
| 3 | 14 octobre   | Jičín              |
| 4 | 21 octobre   | Holé Vrchy         |
| 5 | 11 novembre  | Rýmařov            |
| 6 | 2 décembre   | Hlinsko            |
| 7 | 9 décembre   | Veselí nad Lužnicí |

## Hommes élites

### Résultats
| # | Date         | Lieu               | Vainqueur      | Deuxième        | Troisième    | Leader du classement général |
| - | ------------ | ------------------ | -------------- | --------------- | ------------ | ---------------------------- |
| 1 | 28 septembre | Kolín              | Adam Ťoupalík  | Mickaël Crispin | Jakub Říman  | Adam Ťoupalík                |
| 2 | 7 octobre    | Mladá Boleslav     | Michael Boroš  | Matyáš Fiala    | Jakub Říman  | Jakub Říman                  |
| 3 | 14 octobre   | Jičín              | Michael Boroš  | Matyáš Fiala    | Marek Konwa  | Matyáš Fiala                 |
| 4 | 21 octobre   | Holé Vrchy         | Michael Boroš  | Marek Konwa     | Jakub Říman  | Marek Konwa                  |
| 5 | 11 novembre  | Rýmařov            | Marek Konwa    | Matyáš Fiala    | Jakub Říman  | Marek Konwa                  |
| 6 | 2 décembre   | Hlinsko            | Michael Boroš  | Marek Konwa     | Matej Ulík   | Marek Konwa                  |
| 7 | 9 décembre   | Veselí nad Lužnicí | Pavel Jindřich | Marek Konwa     | Matyáš Fiala | Marek Konwa                  |

### Classement général
| Pos | Coureur         | Points |
| --- | --------------- | ------ |
| 1   | Marek Konwa     | 338    |
| 2   | Matyáš Fiala    | 332    |
| 3   | Václav Ježek    | 312    |
| 4   | Matej Ulík      | 295    |
| 5   | Maximilian Kerl | 294    |
| 6   | František Hojka | 263    |
| 7   | Robert Hula     | 254    |
| 8   | Tomáš Bakus     | 249    |
| 9   | Václav Naxera   | 246    |
| 10  | Pavel Jindřich  | 244    |

## Femmes élites

### Résultats
| # | Date         | Lieu               | Vainqueur         | Deuxième            | Troisième           | Leader du classement général |
| - | ------------ | ------------------ | ----------------- | ------------------- | ------------------- | ---------------------------- |
| 1 | 28 septembre | Kolín              | Kristýna Zemanová | Alicia Franck       | Tereza Tvarůžková   | Kristýna Zemanová            |
| 2 | 7 octobre    | Mladá Boleslav     | Kristýna Zemanová | Kateřina Hladíková  | Viktória Chladoňová | Kristýna Zemanová            |
| 3 | 14 octobre   | Jičín              | Kristýna Zemanová | Kateřina Hladíková  | Pavla Havlíková     | Kristýna Zemanová            |
| 4 | 21 octobre   | Holé Vrchy         | Kristýna Zemanová | Viktória Chladoňová | Kateřina Douděrová  | Kristýna Zemanová            |
| 5 | 11 novembre  | Rýmařov            | Joyce Vanderbeken | Kateřina Douděrová  | Nikola Nosková      | Kateřina Douděrová           |
| 6 | 2 décembre   | Hlinsko            | Kristýna Zemanová | Viktória Chladoňová | Sofia Ungerová      | Kateřina Douděrová           |
| 7 | 9 décembre   | Veselí nad Lužnicí | Sofia Ungerová    | Viktória Chladoňová | Amálie Gottwaldová  | Kateřina Douděrová           |

### Classement général
| Pos | Coureuse            | Points |
| --- | ------------------- | ------ |
| 1   | Kateřina Douděrová  | 312    |
| 2   | Amálie Gottwaldová  | 309    |
| 3   | Anna Panušová       | 268    |
| 4   | Kristýna Zemanová   | 250    |
| 5   | Viktória Chladoňová | 241    |
| 6   | Hanka Viková        | 238    |
| 7   | Tereza Vaníčková    | 223    |
| 8   | Veronika Sedláková  | 211    |
| 9   | Anna Hrdinová       | 210    |
| 10  | Hana Jurová         | 199    |